# 鼻頭漁港 (新北市)
鼻頭漁港是一座位於新北市瑞芳區與貢寮區交界處的漁港（實際位置位於瑞芳區）。源於民國46年（1957年）始有小型防砂堤避免山洪爆發時導致泥沙淹入港內。現有泊地13,690平方公尺，另附陸域設施（含加油、供港區車輛行駛路面及船席、外廓設施）2,719平方公尺（加油設施107平方公尺，其餘2,612平方公尺）。並於毗鄰處建有鼻頭服務區，其附設餐飲區、廁所、停車場等供途經旅客休憩。

## 歷史沿革及現今概況
民國48年（1959年），小型防砂堤興建完畢。民國52（1963年）及63年（1974年）再加建了東、西兩方的防波堤各一，供漁船停泊避風。翌年，中央加速預算分列，修建了內防波堤並挖炸出泊地，本港也自此時始具規模。
而後在第一及二期的漁港建設方案中，本港曾編列450萬以供改善港區相關設施，並為避免因面朝西北造成風浪致漁船停泊困難，而在距港口約150公尺處設置消波堤，增加泊地穩定度。另在此（民國94-103年間，2005-2014年）後陸續有吊船架、碼頭照明、導航燈修復、整建及各突堤改善工程。
目前鼻頭漁港根據漁港法第4條公布為行政院農業部漁業署公告之第二類漁港，主管機關為新北市政府瑞芳區漁會，並隸屬於東北角海岸特定計畫區內。

## 利用狀況
本港內舢舨類型船隻主要以沿岸作業為主，並以釣軟絲為主要漁獲來源。其他漁船則至彭佳嶼、花瓶嶼周邊作業，以棒受網、海釣形式較常見。單次航程約15天，距離500海里。漁獲以小卷、赤鯮、紅目鰱、白帶魚、透抽、軟絲為主。然本港無附設之魚市場，漁獲主要以直接銷售附近海產店為主，少部分在港邊進行拍賣。
周邊附設有鼻頭角公園之親水空間，可觀察潮間帶生物。另有約3.5公里長之木棧步道，供遊客觀賞海蝕地形、海濱植物。

## 交通

### 主要道路
- 台2線（北部濱海公路）[7]

### 公車
- 基隆客運[8]：（台灣好行黃金福隆線）、新北市新巴士[9]